# Peter Strudel
Peter Strudel ou Strudl, né en 1660 à Cles (Trentin) et mort le 4 octobre 1714 à Vienne, est un sculpteur et peintre autrichien. Son œuvre s'inscrit dans la transition de la fin du Baroque et du début du style rococo. Il est considéré comme le fondateur de l'Académie des beaux-arts de Vienne, l'une des écoles d'art les plus anciennes du monde.

## Biographie
Après un séjour auprès de Johann Karl Loth à Venise, en 1683/1684, Peter Strudel est venu à la cour de Vienne. Il y est arrivé avec son frère aîné Paul Strudel (v. 1648 – 1708) ; ils furent nommés peintres officiels à la cour impériale des Habsbourg. Vers l'an 1690, il acquiert un terrain situé hors les murs en banlieue nord (Alservorstadt) où il fit construire un palais urbain, le Strudelhof.
Comme son frère, Peter Strudel était influencé par le style du Bernin ; leurs sculptures des empereurs de la maison de Habsbourg ornent la salles d'apparat de la Bibliothèque nationale autrichienne à la Hofburg.
En 1692, il fonda une école privée de peinture sur le modèle de l'Accademia di San Luca fondée en 1593 et de l'Académie royale fondée en 1648 à Paris. En 1692, l'État lui alloue une subvention pour son école artistique et en 1701, il est élevé au rang de baron du Saint-Empire (Reichsfreiherr). En 1705, l'empereur Joseph Ier souhaite de faire de l'école une « académie impériale » ; néanmoins, elle a d'abord fermé ses portes à la mort de son fondateur. Nouvellement créée sous l'égide de Jacob van Schuppen en 1726, elle prend alors le nom d'Académie des Beaux-Arts de Vienne.

## Œuvres
- 1688 - retables de Garsten ;

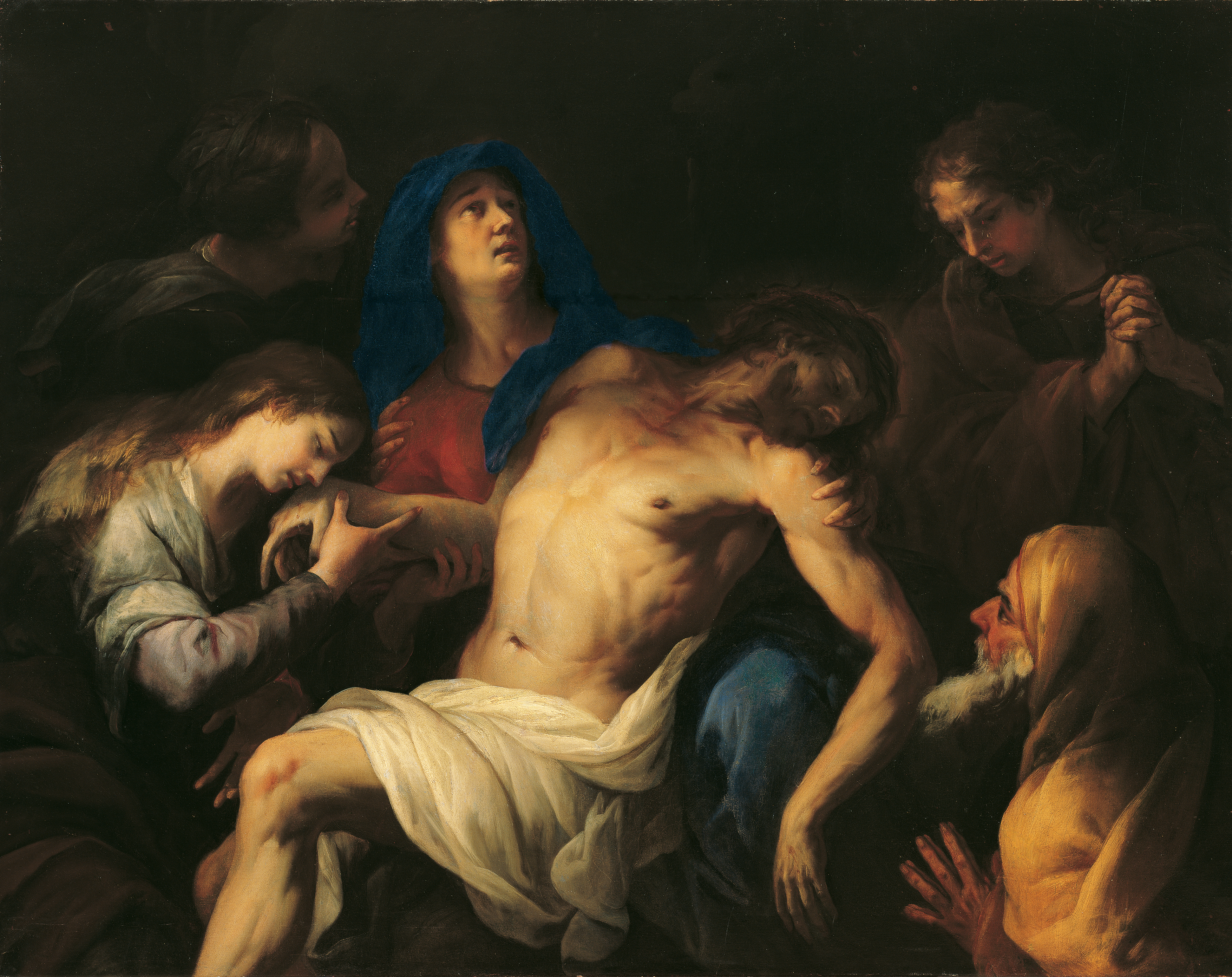
La Déploration du Christ (vers 1692), Österreichische Galerie Belvedere.

- 1690 - retables latéraux dans la collégiale de Klosterneuburg ;
- 1695 - peinture à la gloire de Saint-Laurent, exposée depuis 1872 dans la paroisse de Währing à Vienne ;
- 1699 - tableau sur l'autel de l'Abbaye de Saint-Florian à Sankt Florian ;
- 1699 - retables de l'église Saint-Roch à Vienne ;
- 1700 - statues des souverains Habsbourg dans le dôme de la Bibliothèque nationale ;
- 1700 - statues des souverains Habsbourg au châteaux de Laxenbourg ;
- (Sans date) - Le Bain de Diane (de style rococo) ;
- (Sans date) - Deux anges avec guirlandes de fleurs (style rococo) ;
- (Sans date) - tableau sur l'autel de la Gardekirche à Vienne.